# Diccionari de la llengua catalana
 (juillet 2025).
Le contenu est difficilement compréhensible vu les erreurs de traduction, qui sont peut-être dues à l'utilisation d'un logiciel de traduction automatique.
 (juillet 2025).
Si vous disposez d'ouvrages ou d'articles de référence ou si vous connaissez des sites web de qualité traitant du thème abordé ici, merci de compléter l'article en donnant les références utiles à sa vérifiabilité et en les liant à la section « Notes et références ».
Le Diccionari de la llengua catalana (en catalan ; littéralement « Dictionnaire de la langue catalane » ; en abrégé DIEC) est un dictionnaire normatif de la langue catalane publié par l'Institut d'Études Catalanes.
C'est un dictionnaire monolingue et de définitions. Cette œuvre  normative « établit la forme et la signification des mots reconnus comme propres et généraux de la langue catalane ».

## Histoire
L'idée de créer ce dictionnaire surgit de l'élan de la Section de philologie de l'Institut pour normaliser et unifier la langue catalane. Le projet commença sous la présidence de Pompeu Fabra i Poch avec la création des "Normes orthographiques", le "Dictionnaire orthographique" et la "Grammaire".
En 1932, après quatre années de travail pour la Section de philologie, se publiait la première édition du "Dictionnaire général de la langue catalane" (DGLC), l'œuvre préalable au DIEC qui réussissait à unifier l'orthographe, épurer le lexique, fixer la grammaire et introduire des néologismes.
Le DGLC commença à être envisagé le dictionnaire officiel de la langue catalane à partir de 1954, date où on publia la deuxième édition.
Pendant la décade de 1980 les auteurs et écrivains catalans ont commencé à demander une révision du dictionnaire au IEC parce qu'ils envisageaient que la langue avait beaucoup évolué  depuis l'époque de Fabra. 
À la fin de l'année 1992, il surgit la préoccupation pour publier un nouveau dictionnaire normatif. Ainsi donc, l'IEC commença le projet, avec le soutien économique de la Généralité de Catalogne. La première édition du nouveau dictionnaire, le Dictionnaire de l'Institut d'Études Catalans, se finit le décembre de 1994 et se publia au septembre de 1995. Peu après on a fait deux reimpressions avec additions, modifications et suppressions de quelques mots.
Le jour de Sant Jordi de 2007, qui a coïncidé avec la célébration du centenaire de l'Institut d'Études Catalans, on a publié la deuxième édition du Dictionnaire de l'Institut d'Études Catalans qui, avec l' acronyme DIEC2, est devenu la nouvelle référence normative. Le projet "DIEC2" a été coordonné pour les philologues Joan Martí i Castell, Carles Miralles i Solà et Joaquim Rafel i Fontanals. Le nombre d'acceptions est monté de 120.000 à 132.460, en aspirant à une majeure neutralité idéologique et avec une ampliation considérable du lexique technique. Avec la nouvelle version papier de 2007, il a été aussi publié sur la web avec consultation gratuite. Les deux versions eurent un considérable succès: 17.000 exemplaires du livre et 644.352 consultations sur internet se sont comptés en seulement deux mois après son apparition.
Après la publication de la deuxième édition d'avril de 2007 (DIEC2), la Section de philologie de l'IEC a accepté des corrections qui se sont incorporées à la version consultable sur internet et aussi à la version papier en cas de nouvelles impressions:
- Corrections introduites à la deuxième impression (novembre 2007.)[7]
- Corrections introduites dans l'édition brochée (mars 2009)[8].
- Corrections introduites à la version en ligne (avril 2011)[9].
- Corrections introduites à la version en ligne (février 2013)[10].

## Différences entre le DGLC et le DIEC
L'idée de faire un nouveau dictionnaire surgit à cause des différences de plus en plus grandes et évidentes entre le lexique employé au DGLC et son usage actuel. De fait, le projet de la création du DIEC ne partait pas de zéro, mais il commença en se basant sur le DGLC, tout en conservant quelques aspects.
Les principales améliorations du nouveau dictionnaire sont, à part l'actualisation du lexique, son agrandissement (un tiers de plus par rapport au DGLC), la disposition des articles et le perfectionnement de l'orthographe. De cela, il ressort la régularisation des affixes, l'actualisation en l'usage du trait d'union et des changements d'accentuation et d'écriture pour des raisons étymologiques.
Le travail d'ampliation du DIEC s'est produit dans le domaine de la nomenclature et le contenu des articles. Quant au lexique, il s'est principalement élargi dans le domaine technico-scientifique et dans des questions dialectales ou d'argot. Il y a 30 domaines thématiques de plus que dans l'ancien dictionnaire.